# Anthony Bradford
Anthony Bradford (Muskegon, 28 aprile 2001) è un giocatore di football americano statunitense che milita nel ruolo di offensive guard per i Seattle Seahawks della National Football League (NFL).

## Carriera universitaria
Bradford al college giocò a football a LSU dal 2019 al 2022. Nella prima stagione disputò tre partite, con i Tiger che vinsero il campionato NCAA. L'anno seguente disputò 7 partite, giocando principalmente negli special team. Nel 2021 giocò come titolare cinque delle prime sei gare, prima che un infortunio gli facesse concludere in anticipo la stagione. Nel 2022 fu un giocatore chiave per la squadra, aiutandola a passare da un record di 6-7 a 10-4, raggiungendo la finale di conference. Concluse con 13 presenze, di cui 12 come titolare, saltando solo la gara contro Mississippi State per ragioni non rivelate. Complessivamente quell'anno disputò 899 snap, concedendo solo 4 sack e venendogli fischiate solo due penalità.

## Carriera professionistica
Bradford fu scelto nel corso del quarto giro (108º assoluto) del Draft NFL 2023 dai Seattle Seahawks. Debuttò come professionista subentrando nella gara del secondo turno contro i Detroit Lions. La settimana successiva disputò la prima gara come titolare al posto dell'infortunato Phil Haynes. La sua stagione da rookie si chiuse con 10 presenze, di cui 6 come titolare.